# Corrie Laddé
Cornelia "Corrie" Laddé (* 27. Oktober 1915 in Batavia, Niederländisch-Indien; † 18. September 1996 in Bad Ischl, Österreich) war eine niederländische Schwimmerin.

## Leben
Bei den Olympischen Spielen 1932 in Los Angeles gewann sie mit der niederländischen 4-mal-100-Meter-Freistilstaffel in der Europarekordzeit von 4:47,5 Minuten die Silbermedaille.
Über 100 Meter Freistil schied sie im Halbfinale aus.